# Jelle van Tongeren
Jelle van Tongeren (* 24. April 1980 in Haarlem) ist ein niederländischer Musiker des Gypsy-Jazz (Geige, Komposition).
Jelle van Tongeren wuchs in einer musikalischen Familie auf; seine Mutter ist Konzertpianistin und Cellistin, sein Vater Geigenbauer und seine Schwester ebenfalls Violinistin. Im Alter von sieben Jahren begann er klassisches Geigenspiel zu lernen; mit 17 Jahren wandte er sich dem Gypsy-Jazz zu, beeinflusst von der Musik Stéphane Grappellis. Er besuchte das Conservatorium van Amsterdam und arbeitete in dieser Zeit mit Rob Madna und Daniel Otten. In der Tradition des Swing von Reinhardt/Grappelli verarbeitet er auch Einflüsse des Modern Jazz eines Jean-Luc Ponty ebenso wie die von Fats Navarro, Clifford Brown, Sonny Rollins und Charlie Parker. Mitte 2005 legte er auf Chamsa Records sein Debütalbum Earbeat vor, an dem Reinier Voet und Robin Nolan mitwirkten. In den folgenden Jahren spielte er fünf weitere Alben ein; außerdem war er bei Aufnahmen von Fapy Lafertin und von Nomy Rosenberg beteiligt. Er arbeitet mit eigenen Bandprojekten, wie die Formationen Nikitov, Mens en van Tongeren, Hot Club de Frank (u. a. mit Wim Lammen) und Unza Unza; in der Jelle van den Tongeren Group spielte er mit Frank Meester.